# Olex-Haus

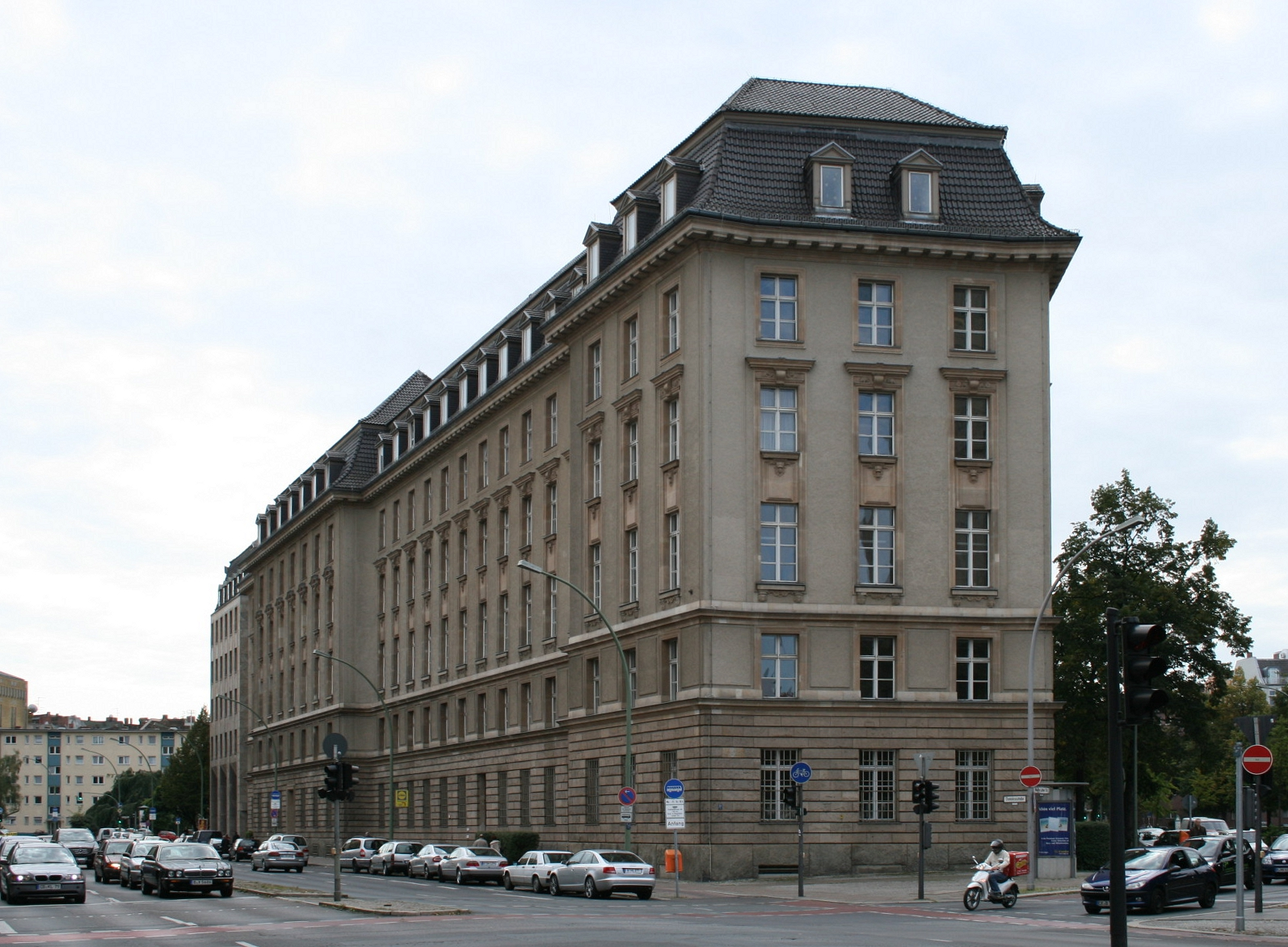
Olex-Haus, Blick aus Nordwest

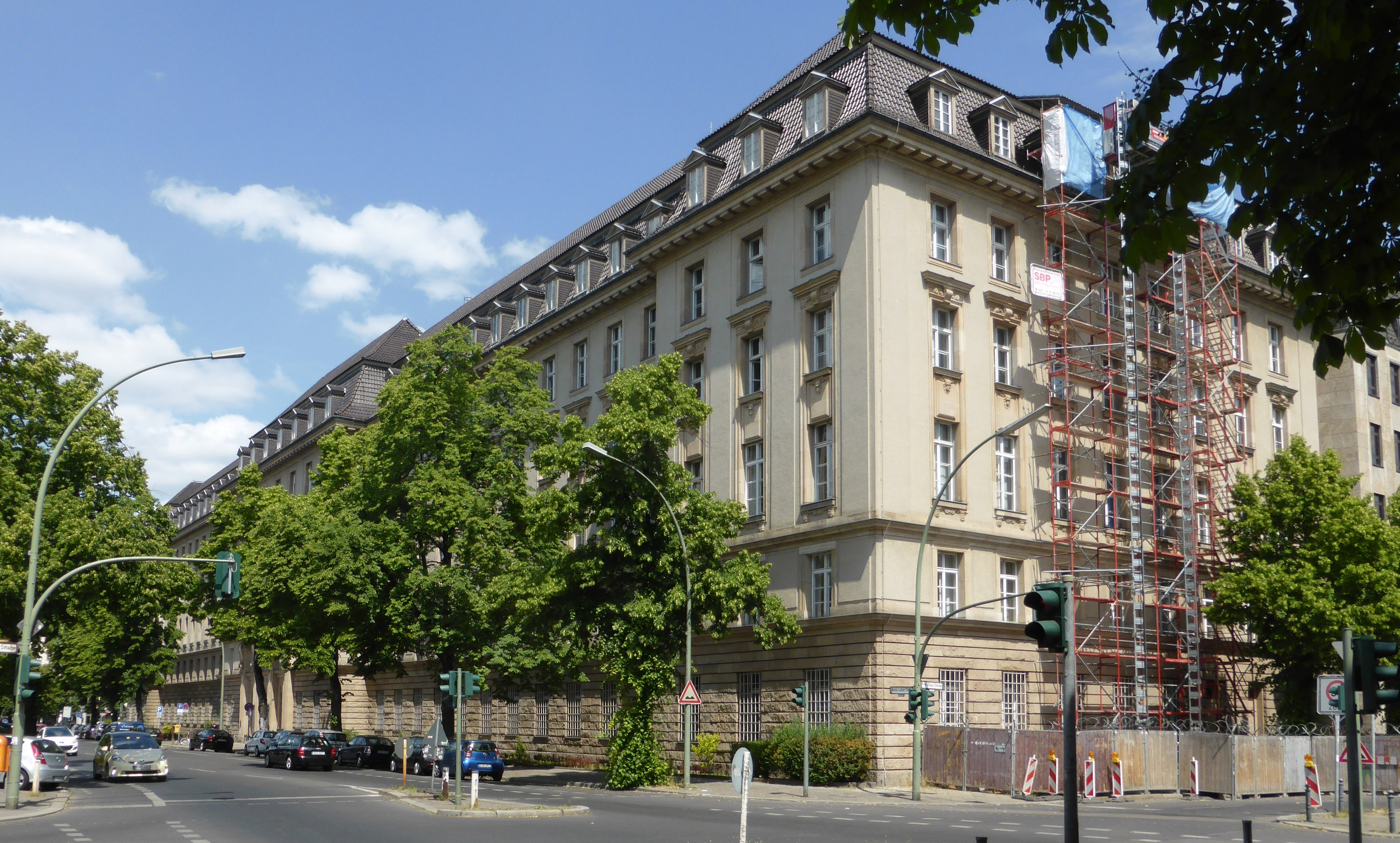
Olex-Haus, Blick aus Südost

Das Olex-Haus ist ein denkmalgeschütztes Verwaltungsgebäude in der Dominicusstraße im Berliner Ortsteil Schöneberg. Das Gebäude wurde 1915–1916 als Verwaltungsgebäude für die OLEX-Petroleum-Gesellschaft (heute: Wintershall Dea) gebaut. Mittlerweile ist das Land Berlin der Eigentümer; es beherbergt die Senatsverwaltung für Wirtschaft, Energie und Betriebe und Teile des LKA Berlin. Seinen Namen hat es von der Aktiengesellschaft für österreichische und ungarische Mineralölprodukte (OLEX), die mit der DEA verbunden war und in diesem Gebäude ihre Berliner Zentrale und Verkaufsabteilung hatte. Das barock anmutende Haus ist als Mauerwerk gefertigt und mit Naturstein verkleidet.

## Geschichte
Die Olex stellte das erste Baugesuch im März 1915 und die Bauarbeiten durch die Union Baugesellschaft begannen im Dezember 1915. Die Pläne stammten vom Berliner Architektenbüro von Richard Bielenberg und Josef Moser. Das Architekturbüro war führend in Berlin und entwarf unter anderem auch den Tauentzienpalast, das Deutschlandhaus und die heutigen Gebäude des Bundesministeriums für wirtschaftliche Zusammenarbeit und Entwicklung, der Deutschen Guggenheim und der Bayerischen Landesvertretung in Berlin.
Nach einigen Umplanungen war der Bau im Mai 1921 fertig. Im Jahr 1922 entstand neben dem Olex-Haus eine der ersten Tankstellen Deutschlands. Bis dahin wurde Benzin entweder in Drogerien oder an einzelnen Zapfsäulen verkauft. Olex entwickelte als erstes ein Konzept mit mehreren Zapfsäulen und den dazugehörigen Sicherheitsmaßnahmen.
Das Gebäude blieb bis 1956 im Besitz der DEA. Direkt nach dem Zweiten Weltkrieg zog ein Finanzamt ein. Im Jahr 1956 übertrug die DEA das Gebäude dann ganz an das Land Berlin, der Senator für Wirtschaft und Kredit zog von der Potsdamer Straße in das direkt neben dem Rathaus Schöneberg gelegene Gebäude.